# Österlen
 (mars 2023).
Si vous disposez d'ouvrages ou d'articles de référence ou si vous connaissez des sites web de qualité traitant du thème abordé ici, merci de compléter l'article en donnant les références utiles à sa vérifiabilité et en les liant à la section « Notes et références ».

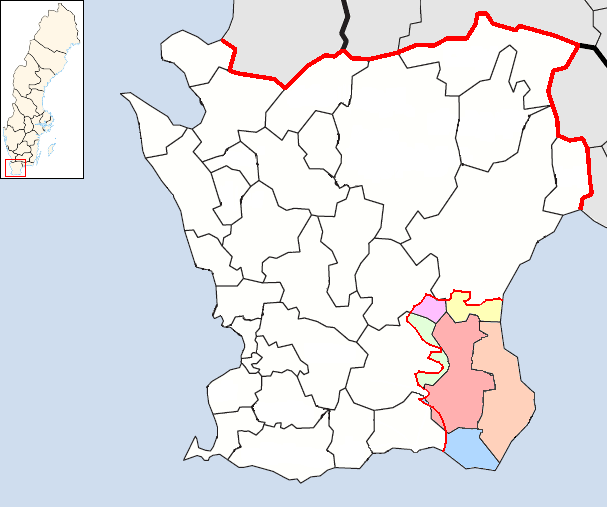
Carte d'Österlen, avec les frontières des communes.

Österlen est une région informelle du sud-est de la Scanie, dans le Sud de la Suède. Le nom fut créé en 1929 dans une brochure touristique pour la région. La région fut initialement définie comme ce qui à l'est (öster) de la route (leden), la route en question étant la route partant d'Ystad vers le nord.